# Robert Hanrahan
Robert Hanrahan (Melbourne, 8 luglio 1969) è un chitarrista e compositore australiano, attivo in diversi gruppi australiani e italiani.

## Biografia
Robert James Hanrahan è un compositore e chitarrista Australiano. Nasce a Melbourne nel 1969. Nel 1981, all'età di 12 anni, comincia lo studio della chitarra classica, Successivamente inizia un percorso di studi di chitarra moderna. Nel 1987 si trasferisce in Australia dove compone musica sperimentando accordature aperte sulla chitarra.
Attualmente (2022) comporre musiche a 432hz per meditazioni.
Nel 2017 collabora come musicista e produttore per la produzione musicale di un cd di mantra per la meditazione e lo Yoga. 
Sempre nel 2017 produce dei brani per una produzione italo/tedesca sotto lo pseudonimo di Ramadeva in qualità di compositore per la musica prodotta da Ganeshmood.
Nel 2014 suona insieme ad Andrea Camerini nel progetto musicale “Ramachandra”.
Nel 2012 intraprende una collaborazione con gli Elettra: effettuano la produzione di un demo con quattro pezzi.
Nel 2010 produce alcuni pezzi tra cui una delle tracce chiamata "Dalida feels"; un pezzo acustico/elettronico.
Nel 2007 ha suonato il basso elettrico e la chitarra acustica con il gruppo italiano Gronge.
Nel 2009, in collaborazione con Giuliano Lombardo e la cantante Ashanti Ngozi Myke, esce "Backwards [Explicit]". prodotto dalla No Dramas Productions".
Nel 2008 ha suonato per lo show di Glenna Branca "Hallucination City" all'Auditorium di Roma in veste di bassista.
- "Bloody Riot"
- "Gronge"
- "Vegetebol"
- "Tech Indios"
- "Edge of water"
- "Sticky fingers"
- "Workmates"

Nel 2005 Hanrahan istituisce la "No Dramas Productions Publishing" e registra tre CD:
- Magic Hat
- Indirection
- Splendor Solis

Nel 1991 Robert Hanrahan torna a Roma, Italia e inizia a produrre musica per teatro e cinema e suona con diversi gruppi.
Dal 1987 al 1990 Robert Hanrahan ha suonato con i seguenti gruppi:
- "3 o' clock shadows"
- "Sheep Weather Alert"
- "Brisbane Jazz Orchestra"